# Mike Johanns

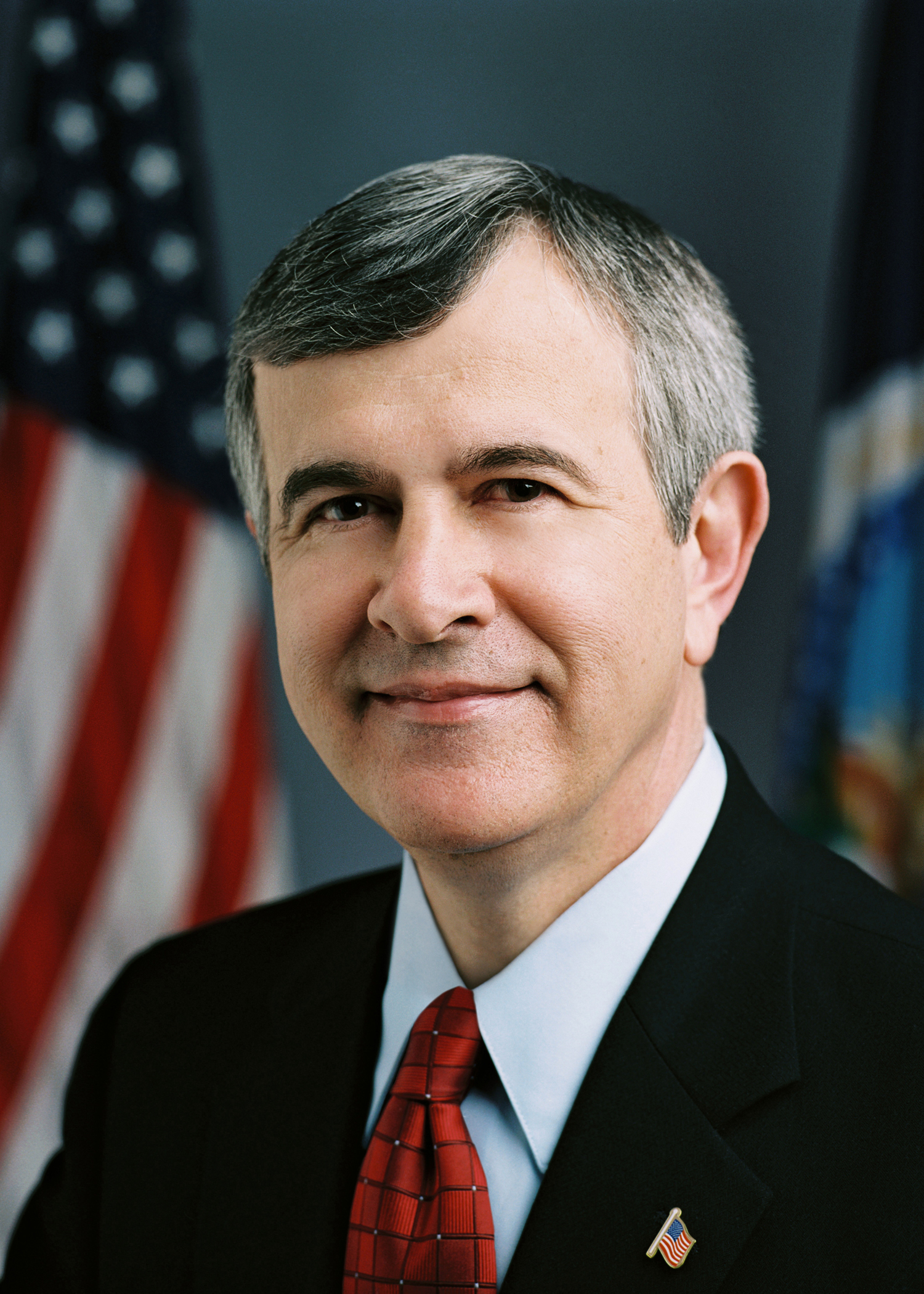
Mike Johanns

Michael Owen Johanns, född 18 juni 1950 i Osage, Iowa, är en amerikansk republikansk politiker. Han var USA:s jordbruksminister 2005-2007. Han representerade delstaten Nebraska i USA:s senat 2009-2015.
Han studerade vid Saint Mary's University of Minnesota och avlade sedan juristexamen vid Creighton University. Han inledde sin karriär som advokat i O'Neill, Nebraska. Han arbetade sedan som advokat i Lincoln, Nebraska, var han var ledamot av stadsfullmäktige 1989-1991 och stadens borgmästare 1991-1998. Han var guvernör i Nebraska 1999-2005. Hans utnämning till USA:s jordbruksminister godkändes av senaten 20 januari 2005, samma dag som George W. Bush inledde sin andra mandatperiod som USA:s president.